# Episodi de I Robinson (ottava stagione)
L'ottava stagione della serie televisiva I Robinson è stata trasmessa in prima visione negli Stati Uniti sul canale NBC dal 19 settembre 1991 al 30 aprile 1992. Il numero degli episodi è incerto in quanto The Tv Database indica 25 episodi, mentre le altre fonti ne indicano 24.
| nº | Titolo originale                                  | Titolo italiano               | Prima TV USA      | Prima TV Italia |
| -- | ------------------------------------------------- | ----------------------------- | ----------------- | --------------- |
| 1  | With This Ring?                                   | Begonie d’amore               | 19 settembre 1991 |                 |
| 2  | There's No Place Like This Home                   | Muto come un pescecane        | 26 settembre 1991 |                 |
| 3  | Particles in Motion                               | Sorvegliata a vista           | 3 ottobre 1991    |                 |
| 4  | Pam Applies to College                            | Amiche del cuore              | 10 ottobre 1991   |                 |
| 5  | Warning: A Double-Lit Candle Can Cause a Meltdown | Galeotto il galeone           | 17 ottobre 1991   |                 |
| 6  | It's Apparent to Everyone                         | È chiaro a tutti              | 24 ottobre 1991   |                 |
| 7  | The Iceman Bricketh                               | All'ultimo minuto             | 31 ottobre 1991   |                 |
| 8  | Olivia's Field Trip                               | Theo l'imprenditore           | 7 novembre 1991   |                 |
| 9  | For Men Only                                      | Per soli uomini               | 14 novembre 1991  |                 |
| 10 | Olivia Comes Out of the Closet                    | Cercasi disperatamente Olivia | 21 novembre 1991  |                 |
| 11 | Two Is a Crowd                                    | Mappe emotive                 | 5 dicembre 1991   |                 |
| 12 | Clair's Place                                     | Viva la libertà               | 19 dicembre 1991  |                 |
| 13 | Theo's Future                                     | Theo a San Francisco          | 2 gennaio 1992    |                 |
| 14 | The Price Is Wrong                                | Al gran risparmio             | 9 gennaio 1992    |                 |
| 15 | Bring Me the Lip Gloss of Deirdre Arpelle         | Amici per la pelle            | 16 gennaio 1992   |                 |
| 16 | Eat, Drink and Be Wary                            | Mangiare, bere, fidarsi       | 30 gennaio 1992   |                 |
| 17 | The Getaway                                       | Viva i diavoletti             | 6 febbraio 1992   |                 |
| 18 | Cliff Gets Jilted                                 | I papà non si scelgono        | 6 febbraio 1992   |                 |
| 19 | Cliff and Theo Come Clean                         | Biografia di un grande uomo   | 13 febbraio 1992  |                 |
| 20 | Clair's Reunion                                   | Giallo come un cappello       | 20 febbraio 1992  |                 |
| 21 | Rudy's Retreat                                    | Dottori e tutori              | 27 febbraio 1992  |                 |
| 22 | You Can't Stop the Music                          | Salsa latina                  | 26 marzo 1992     |                 |
| 23 | Some Gifts Aren't Deductible                      | Detrazioni e sottrazioni      | 23 aprile 1992    |                 |
| 24 | And So, We Commence                               | Il lungo addio - parte 1      | 30 aprile 1992    |                 |
| 25 | And So, We Commence                               | Il lungo addio - parte 2      | 30 aprile 1992    |                 |

## Begonie d'amore
- Titolo originale: With This Ring?
- Diretto da: John Bowab
- Scritto da: Adriana Trigiani

### Trama
Vanessa torna a casa dall'università. Dopo essere tornata dalla spesa, avvisa i genitori del suo fidanzamento. Cliff e Clair non la prendono tanto bene, dato che sono stati avvisati dopo 6 mesi dal fatto. Il fidanzato di Vanessa è un bidello di circa trent'anni e tutta la famiglia rimane sconcertata. Clair lo invita però a cena. In serata cominciano a discutere a cena e a cercare di conoscerlo meglio e così, dopo che Cliff gli fa una lunga predica, viene accettato.

## Muto come un pescecane
- Titolo originale: There's No Place Like This Home
- Diretto da: John Bowab
- Scritto da: Gordon Gartrelle & Janet Leahy

### Trama
Cliff decide di allargare la casa e costruire una stanza solo per Clair. Nel frattempo Alvin e Sandra decidono di trasferirsi in una casa appartenente ad una coppia, ma per farlo hanno bisogno di una firma di garanzia da Cliff. Alvin è però dubbioso e impaurito dal mutuo ma Cliff lo incoraggia. Il trasferimento, però, viene rimandato di qualche tempo e Alvin e Sandra riescono a convincere Clair e Cliff a trasferirsi a casa loro. Cliff e Claire si arrendono all'evidenza: la casa non si svuoterà mai! Alla fine si rifaranno sulla cucina, decidendo di allargarla.

## Sorvegliata a vista
- Titolo originale: Particles in Motion
- Diretto da: John Bowab
- Scritto da: Adriana Trigiani & Linda M. Yearwood

### Trama
Claire rimprovera a Cliff il fatto che tiene sotto pressione i manovali. In quel momento arriva Theo che deve affrontare i primi colloqui con i genitori dei suoi alunni, ma si sente nervoso così i suoi genitori gli fanno fare un po' di pratica con loro.
Il giorno dopo la famiglia Robinson va a una mostra di lavori fatti dagli alunni di Theo. Rudy si annoia finché non incontra Stanley e fra i due è subito colpo di fulmine. Intanto Theo ha un colloquio con Lisa, la madre di un'alunna alquanto svogliata e anche fra i due nasce qualcosa. Nel pomeriggio Rudy e Kenny stanno studiando insieme, e Rudy riceve una chiamata da Stanley che la invita a uscire, lasciando Kenny sconvolto. Il giorno dopo ancora Theo incontra ancora Lisa che si scusa per essere stata particolarmente "disponibile" con lui, lasciandolo sorpreso. Quando Rudy deve uscire con Stanley, Kenny va a casa sua e incontra Stanley pochi minuti dopo: tra i due nasce una rivalità. Alla fine Theo racconta a Claire la sua esperienza e lei lo sconvolge raccontandogli tutte le avances subite nella vita.

## Amiche del cuore
- Titolo originale: Pam Applies to College
- Diretto da: John Bowab
- Scritto da: Walter Allen Bennett, Jr.

### Trama
Pam litiga con la sua migliore amica Charmaine, perché lei le fa capire che forse non potrà frequentare il suo stesso college: i test d'accesso per l'Università della Pennsylvania, per Bowling Green e per Hillman infatti sono molto difficili, e la ragazza potrebbe non superarli. Alla fine l'amicizia tra le due ragazze ha la meglio sulla distanza che le separerà, e si riappacificano.

## Galeotto il galeone
- Titolo originale: Warning: A Double-Lit Candle Can Cause a Meltdown
- Diretto da: Malcolm-Jamal Warner
- Scritto da: Walter Allen Bennett, Jr.

### Trama
Rudy e le sue amiche vogliono andare all'Exchange, un club frequentato da rapper locali. Perciò mentono ai loro genitori, dicendo che vanno al "Cultural Exchange Club", e si fanno spiegare la strada da Pam e Charmaine. Quando Cliff e Clair scoprono la verità, decidono di far spiare Rudy e le loro amiche da Pam, Charmaine e il suo ragazzo. Infine, Rudy viene messa in punizione al momento del suo ritorno a casa.

## È chiaro a tutti
- Titolo originale: It's Apparent to Everyone
- Diretto da: Neema Barnette
- Scritto da: Hugh O'Neill

### Trama
Winnie e Nelson, i figli di Sandra e Alvin (i quali ora abitano dai genitori di lei) rendono la vita impossibile a Cliff e Claire. Cliff mangia il panino di Alvin, e poi "rinchiude" i suoi figli in una specie di gabbia che lui ha fatto capovolgendo la loro culla. A quel punto, i genitori dei bambini si arrabbiano. Cliff decide allora di parlare con suo padre, per convincerlo a tenere lui Sandra e famiglia. Senza successo.

## All'ultimo minuto
- Titolo originale: The Iceman Bricketh
- Diretto da: Carl Lauten
- Scritto da: Courtney Flavin, Hugh O'Neill & Adriana Trigiani

### Trama
Russell ha sentito da "fonti affidabili" che Vanessa è fidanzata. Purtroppo, quelle fonti inoltre riportano che Dabnis è un bidello quarantacinquenne. Allarmato, Russell e Carrie si confrontano con Cliff e Clair, che confermano l'impegno e cercano di mettere le cose in chiaro su Dabnis. Ma i nonni ansiosi non sono soddisfatti. Quindi, sulla sua seconda visita alla casa, Dabnis ottiene il terzo grado, mentre Vanessa suda fuori in cucina. In primo luogo, lei è sconcertata dal nuovo atteggiamento positivo di Cliff e Clair verso Dabnis. Poi, Dabnis ottiene un clamoroso "pollice in alto" dai suoi nonni. Improvvisamente, tutta la pressione è su Vanessa, lei può impostare una data di matrimonio!

## Theo l'imprenditore
- Titolo originale: Olivia's Field Trip
- Diretto da: John Bowab
- Scritto da: Courtney Flavin

### Trama
Cliff e il suo vicino di casa, Jeffrey, accompagnano Olivia e le sue compagne di classe al museo. Theo invece è alle prese con l'organizzazione di una raccolta fondi per il centro in cui lavora, e crede di aver trovato un sistema per ottenere più fondi: mettere in produzione delle magliette e trarre profitto dal ricavato della loro vendita.

## Per soli uomini
- Titolo originale: For Men Only
- Diretto da: John Bowab
- Scritto da: Walter Allen Bennett, Jr.

### Trama
Cliff, convinto da Theo, si reca nel centro presso cui lavora il ragazzo per tenere una lezione sul mondo del lavoro. Poiché Cliff si presenta con un bambolotto di pezza (che a suo dire è molto esplicativo) i ragazzi pensano che l'uomo terrà una lezione sull'educazione sessuale. Chiarito l'equivoco, i giovani si apriranno al dottor Robinson e parleranno delle loro paure per il futuro.

## Cercasi disperatamente Olivia
- Titolo originale: Olivia Comes Out of the Closet
- Diretto da: John Bowab
- Scritto da: Kathleen McGhee-Anderson

### Trama
Olivia è sconvolta perché Martin è in partenza per l'Oriente. Dopo aver capito che Martin non se ne andrà senza averla salutata, Olivia si nasconde nell'armadio, nella speranza di ritardare la sua partenza a tempo indeterminato. Il resto della famiglia si prepara ad accogliere la leggendaria cantante africana Miriam Makeba in casa Robinson. Ma la signora Makeba quasi si perde nella confusione quando Martin arriva al piano di sotto in partenza, Olivia è introvabile e tutta la famiglia abbandona il loro ospite d'onore per cercare Olivia

## Mappe Emotive
- Titolo originale: Two Is a Crowd
- Diretto da: Jay Sandrich
- Scritto da: Gordon Gartrelle & Janet Leahy

### Trama
Vanessa torna a casa e dice ai genitori che lei ha rotto con Debnis. Il ragazzo si presenta a casa Robinson poco dopo, esprimendo a Cliff il suo problema: certe volte, non sa proprio come trattare Vanessa. I due si riappacificheranno a fine episodio.

## Viva la libertà
- Titolo originale: Clair's Place
- Diretto da: John Bowab
- Scritto da: Adriana Trigiani

### Trama
Arriva Natale, è il momento di appendere le luci e preparare i biscotti. Ma tutto deve avvenire senza Clair. Lei è al sicuro nascosta dai nipoti rumorosi, dal marito ficcanaso e i bambini piagnucolosi nella camera di Clair Hanks Robinson, completa di telefono privato e codice d'accesso segreto. I membri della famiglia che di solito si affidano a Clair per ogni piccola cosa devono badare a se stessi.

## Theo a San Francisco
- Titolo originale: Theo's Future
- Diretto da: Jay Sandrich
- Scritto da: Hugh O'Neill (storia e sceneggiatura), Gordon Gartrelle (sceneggiatura) & Janet Leahy (sceneggiatura)

### Trama
Anche con il suo lavoro presso il centro della comunità, per sbarcare il lunario è ancora difficile per Theo. Così, quando Tim gli racconta di un mixer aziendale, Theo è al primo posto al tavolo del buffet. Tra un boccone, egli esprime le sue opinioni su immagini aziendali e la gestione dei dipendenti di selezionatori aziendali di una grande azienda di zuppa. Impressionato, li offrono la possibilità di volare per il loro quartier generale a San Francisco per un colloquio. Ma, Theo deve decidere se il lavoro in una scuola superiore di San Francisco o il centro della comunità.

## Al gran risparmio
- Titolo originale: The Price Is Wrong
- Diretto da: Malcolm-Jamal Warner
- Scritto da: Gordon Gartrelle & Janet Leahy

### Trama
Guerra contro le multinazionali! Pam accompagna la sua ex babysitter e le sue amiche al mercato, dove si trovano prodotti migliori a prezzi più convenienti.

## Amici per la pelle
- Titolo originale: Bring Me the Lip Gloss of Deirdre Arpelle
- Diretto da: John Bowab
- Scritto da: Courtney Flavin

### Trama
Mentre Cliff deve assistere una paziente molto particolare, Rudy e il suo ragazzo, insieme a Kenny e Dee Dee, fanno una piñata a forma di ragno, ma Rudy comincia a essere un po' gelosa dell'amico. Quando scopre che Kenny e Dee Dee si conoscono da tre giorni capisce che Kenny e Dee Dee si sono messi insieme solo perché a Kenny mancava Rudy. Intanto la signora paziente di Cliff comincia a prendere appunti, ma sembra non capire bene. Comunque Dee Dee lascia Kenny. Dopo la paziente di Cliff va dal suo dottore e partorisce grazie a Cliff e Pam fuori dalla casa Robinson. Alla fine si vedono Kenny e Rudy che parlano e Kenny che dice che lui e Dee Dee sono di nuovo insieme e Rudy dice che per lei lui è un fratello.

## Mangiare, bere, fidarsi
- Titolo originale: Eat, Drink and Be Wary
- Diretto da: Carl Lauten & Malcolm-Jamal Warner
- Scritto da: Jill Condon & Leslie Strain

### Trama
Clair è fuori città per lavoro e Cliff è solo a casa con i ragazzi. Tutti sono convinti che anche questa volta ne approfitterà per cibarsi del suo amato cibo "spazzatura" e invece lui sorprende tutti cucinando una cenetta ipo-calorica. Attenti, però, l'apparenza inganna...

## Viva i diavoletti
- Titolo originale: The Getaway
- Diretto da: Chuck Vinson
- Scritto da: Hugh O'Neill

### Trama
Il grande giorno è arrivato: Sandra, Alvin e i gemelli sono pronti a trasferirsi nella nuova casa nel New Jersey.

## I papà non si scelgono
- Titolo originale: Cliff Gets Jilted
- Diretto da: John Bowab
- Scritto da: Stuart Silverman

### Trama
Sandra e Elvin vogliono inaugurare la nuova casa, ma all'ultimo momento hanno dei problemi con il riscaldamento e il party si sposta a casa Robinson.

## Biografia di un grande uomo
- Titolo originale: Cliff and Theo Come Clean
- Diretto da: John Bowab
- Scritto da: Adriana Trigiani

### Trama
Theo ha deciso di non provare con il lavoro a San Francisco, rimarrà in città e frequenterà il master.

## Giallo come un cappello
- Titolo originale: Clair's Reunion
- Diretto da: Carl Lauten & Anne-Louise Wallace
- Scritto da: Marcia L. Leslie

### Trama
Claire e le sue amiche si riuniscono per salutare la loro insegnante di filosofia che va in pensione.

## Dottori e tutori
- Titolo originale: Rudy's Retreat
- Diretto da: Carl Lauten & Maynard C. Virgil I
- Scritto da: Lisa S. Benjamin & Nina Combs

### Trama
Cliff e Claire si rendono conto che la loro “piccola”' di casa è diventata un'adolescente in piena tempesta ormonale!

## Salsa latina
- Titolo originale: You Can't Stop the Music
- Diretto da: Alan Smithee
- Scritto da: Gardenia Gabrielle & Ben Gramin

### Trama
Cliff e Claire sono via per uno spettacolo radiofonico live e Olivia viene controllata prima da Kenny, che presto si addormenta, poi da Theo.

## Detrazioni e sottrazioni
- Titolo originale: Some Gifts Aren't Deductible
- Diretto da: John Bowab
- Scritto da: Courtney Flavin

### Trama
Kenny ha mentito a Deirdra riguardo alla sua festa di compleanno e chiede aiuto a Rudy e Cliff.

## Il lungo addio
- Titolo originale: And So, We Commence
- Diretto da: Jay Sandrich
- Scritto da: Courtney Flavin, Gordon Gartrelle, Janet Leahy & Hugh O'Neill

### Trama
È il giorno della laurea di Theo, Cliff invita molte persone senza preavviso e rende nervoso Theo perché i biglietti che ha a disposizione non bastano. Denise chiama la famiglia da Singapore per annunciare che avrà un figlio da Martin e Olivia entusiasta le comunica che non vede l'ora di arrivare lì. Alla fine Theo trova i biglietti (gli ultimi 3 grazie a Kenny). Durante la celebrazione dell'evento, Cliff ricorda quando Theo annunciò che non sarebbe mai andato al college. Alla fine, Cliff e Claire chiudono con la frase "salutiamo i nostri amici" e si avviano verso l'uscita antincendio degli studi televisivi lasciando il pubblico presente in rappresentanza di tutti i telespettatori che li hanno sempre seguiti.
In Italia l'episodio viene diviso in 2 parti.